# Ponte Kita-Bisan

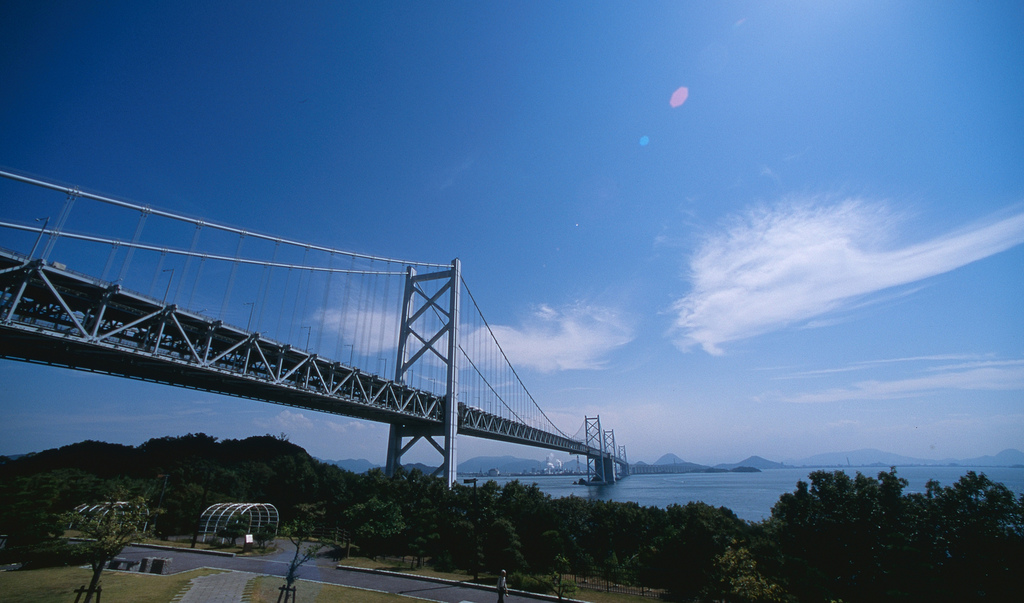

A Ponte Kita Bisan-Seto (北备讃瀬戸大桥, Kita Bisan Seto Ō-hashi) é uma ponte pênsil do Japão com um vão central de 990 metros. É a 19ª maior ponte suspensa do mundo. O espaço transporta faixas de rodagem e a linha ferroviária de Seto-Ōhashi. É parte da Rodovia Seto-Shuo e com as outras cinco pontes ao longo deste percurso são coletivamente conhecidas como as Pontes Seto Ohashi. A quase idêntica Ponte Minami Bisan-Seto (南备讃瀬戸大桥, Minami Bisan Seto Ō-hashi) está localizada imediatamente ao sul.
{{Referências}]
1. ↑  
  -     - Kita Bisan-Seto Bridge